# Sinagoge u Hrvatskoj
Sinagoga je specifičan tip religijske arhitekture u židovstvu.  Riječ je o zdanju koje ispunjava trostruku svrhu – ono služi židovskoj božjoj službi, mjesto je učenja i okupljalište židovske općine.  Prve sinagoge u hrvatskim krajevima nastaju još u antičko vrijeme. Ipak, najstarije sačuvane sinagoge datiraju iz šesnaestog stoljeća i nalazimo ih u Dubrovniku i Splitu. Najveći broj sinagoga podignut je u devetnaestom stoljeću. Takav razvoj situacije uvelike je određen povijesnim okolnostima. Židovi u Hrvatskoj i susjednim zemljama gdje žive Hrvati bili su prvenstveno trgovci na proputovanju, a sve se mijenja kada car Josip II. Ediktom o toleranciji Židovima omogućuje stalno naseljavanje. Ključna godina za razvoj sinagogalne arhitekture postaje 1860., kada se carskim patentom Židovima dopušta posjedovanje nekretnina i zemljišta. Sukladno tome, brojne općine odlučuju se na gradnju novih objekata isključivo namijenjenih sinagogalnoj funkciji.
Tijekom povijesti na tlu Hrvatske postojalo je preko osamdeset sinagoga, od kojih je samo dio bio namjenski građen, a ostale su bile uređene u adaptiranim, često
unajmljenim prostorima kuća i stanova te su egzistirale samo u interijeru.

## Sinagogalna arhitektura
U židovskoj religijskoj arhitekturi nailazimo na dva tipa trajnog svetišta – hram i sinagogu. Oni se razlikuju prema povijesnom, vjerskom, kulturnom i arhitektonskom određenju. Hram kao središnje nacionalno svetište nastaje i nestaje u
Jeruzalemu unutar židovskog kraljevstva.
Arhitektura hramova prvenstveno nam je poznata putem pisanih izvora, posebice
Biblije, čiji opisi hramova uvelike utječu na razvoj sinagogalne arhitekture.
Najpoznatiji primjer židovskog hrama onaj je izgrađen u Jeruzalemu na brdu Cionu za vladavine kralja Salomona (oko 970. do. pr. Kr.). Salomonov hram uništen je u 587. pr. Kr. nakon napada babilonske vojske. Događaj rušenja hrama vezan je uz pad Judeje (Južnog kraljevstva) i trostruko tjeranje židovskog naroda u babilonsko sužanjstvo (597., 586. i 582. pr. Kr.). Iako udio nasilno odvedenih Židova nije bio veći od 10% cjelokupnoga stanovništva, ovaj je iznimno traumatični događaj sužanjstva, pored već pretrpljenog pada Sjevernog kraljevstva (Izraela) 722. pr. Kr. i deportacijâ koje su uslijedile, urezao dubok trag u budućoj povijesti židovskog naroda.
Salomonov je hram prema Bibliji Božje djelo jer je sam Jahve diktirao plan, dimenzije,
raspored, opremu i njezin razmještaj.
Ispod predvorja hrama bili su postavljeni brončani stupovi Boaz i Jahin. U arhitekturi devetnaestostoljetnih sinagoga ovaj će se motiv često koristiti upravo kako bi se naglasila tradicija i povezanost s hramom. 
Iako svete knjige ne propisuju izgled sinagoga, njihov oblik određen je kanonizacijom liturgije. Glavni elementi sinagoge su aron hakodeš i almemor. 
Aron hakodeš sveti je ormar, spremište u kojem se čuvaju svitci Tore. Predstavlja
najsvetiji dio sinagoge, simbol je Zavjetnog kovčega u kojem su se čuvale Ploče zavjeta (luhot) s Deset Božjih zapovijedi, poznate i kao Mojsijev zakonik, a najčešće je smješten u niši ili apsidi. Almemor je platforma ili stol u sinagogi gdje se čitaju svitci Tore. Uzvišena platforma na kojoj se nalazi stol kvadratnog je ili poligonalnog oblika. Ograđena je dekorativnom ogradom ili balustradom. Iz tradicije Hrama izveden je i poseban prostor za žene koje su u bogoslužju odijeljene od muškaraca. U devetnaestostoljetnoj arhitekturi to se postizalo podizanjem galerija iznad bočnih brodova. Važnu ulogu u sinagogalnoj arhitekturi zauzima i oblikovanje predvorja koje služi kao mjesto pripreme.
Funkcija predvorja određena je prema naputku u Talmudu koji napominje kako u sinagogu valja ući kroz dvoja vrata, a ne izravno s ulice.

## Sinagoge u Hrvatskoj izgrađene u 19. stoljeću
Društveni položaj i kulturni identitet židovske zajednice jasno se odražavaju u arhitekturi sinagoga. U drugoj polovici 19. stoljeća u Hrvatskoj započinje gradnja zgrada s prvenstvenom sinagogalnom funkcijom. Ovu arhitekturu karakterizira konzervativnost i usvajanje uhodanih shema preuzetih iz austro-ugarske sinagogalne arhitekture. Ipak valja istaknuti Prvu vukovarsku sinagogu izvedenu u egipatskom stilu koja predstavlja presedan u arhitekturi sinagoga na ovim prostorima. Sinagoge su većinom oblikovane u kombinaciji Rundbogen stila, neoromanike i neomaurskog stila. Neomaurski stil odabran je radi ukazivanja na orijentalno podrijetlo Židova i njihove religije. Većinom su samostalni objekti pa je velik dio njih, sukladno tradiciji iz careve odredbe o gradnji vjerskih građevina, odmaknut od ulične linije i ograđen reprezentativnim ogradama ili prednjim vrtovima. Tipološki, najveći broj spomenutih sinagoga pripada tipu s dva tornja na pročelju. Korijene takve prakse možemo tražiti u pokušaju asimilacije s tadašnjom kršćanskom crkvenom arhitekturom. Nailazimo i na tipove Westwerk sinagoga i sinagoga s tripartitnim pročeljem. Položaj odabran za gradnju sinagoge, periferni dio grada ili gradski centar, svjedoči o moći i važnosti židovske zajednice u pojedinoj sredini. 

### Vukovar
Sinagoga u Vukovaru, podignuta 1845. godine, predstavlja prvu zgradu namjenski podignutu za sinagogu u kontinentalnoj Hrvatskoj.
Sinagoga je izvedena u egipatskom stilu, što predstavlja jedinstveni umjetnički presedan na ovim prostorima. Upravo je egipatski stil učestalo korišten u arhitekturi sinagoga iz prve polovice 19. stoljeća. Pretpostavlja se da nije imala posebno podignute galerije, nego je za žene služio samo prostor neposredno iznad ulaza.
Nakon što je 1898. godine započeta gradnja nove sinagoge, židovska općina prodaje staru zgradu kalvinima. Nekadašnja sinagoga uspjela je preživjeti upravo zahvaljujući činjenici da je pretvorena u kalvinističku crkvu. Ipak, srušena je 1967. godine nakon velike poplave koja je zadesila taj kraj.
Drugu vukovarsku sinagogu, smještenu u najstarijem djelu grada, projektira i gradi bečki arhitekt Ludwig Schöne. Samostojeća građevina smještena je unutar malog perivoja. Riječ je o prvoj kupolnoj sinagogi u Hrvatskoj koja predstavlja eklektički spoj neoromanike, neobizanta i neomaurskog stila. 
U interijeru dominira centralno koncipirani molitveni prostor. Stupovi galerija ukrašeni su orijentalnom dekoracijom i izvedeni od lijevanog željeza. Željezo je korišteno i u oblikovanju rebraste kupole. Sinagoga je devastirana 1941. godine.

### Ilok
Na kranjem istoku zemlje 1855. godine podignuta je iločka sinagoga. Nalazila se u Donjem gradu, u takozvanoj Židovskoj ulici smještenoj nedaleko od trgovišta. Izvedena
je kao jednostavna prizemnica s dvostrešnim zabatnim krovištem. Pročelje je raščlanjeno lezenama i lučnim nišama.
Sinagoga u Iloku pripada tipu sinagoga-kuća, jer se svojim arhitektonskim oblikovanjem uvelike ne razlikuje od okolne gradnje. Prvotna je sinagoga obnovljena nakon požara 1873. godine. Pritom je unutrašnjost uređena historicističkim inventarom. Zbog toga što je izvedena kao jednobrodna građevina, pretpostavlja se da nisu bile izvedene galerije.
Sinagoga je prodana i srušena 1949. godine.

### Virovitica
Jedna je od prvih sinagoga u Slavoniji, a podignuta je 1863. godine u duhu ranog historicizma s elementima neoromanike. Pročelje je trodijelno s istaknutim središnjim dijelom. Uz glavni portal nalaze se dva bočna ulaza koja vode do ženskih galerija na katu. Na vrhu zabata nalaze
se ploče Zakonika. Pročelje je flankirano dvama šiljastim stupovima koji aludiraju na stupove nekadašnjeg jeruzalemskog Hrama. Sinagoga je devastirana i opljačkana 1918. godine, a u potpunosti srušena 1941. godine. Na njenom mjestu izgrađena je stambena zgrada.

### Đakovo
Gradnja druge slavonske sinagoge, one u Đakovu, također je započela 1863. godine te je trajala sedamnaest godina. Podignuta je u perifernom dijelu grada na dotad gotovo
neizgrađenom uličnom potezu. Pripada tipu sinagoga s parom tornjeva završenih oktogonalnim tamburom i orijentalnim lukovicama. Pročelje je raščlanjeno velikom rozetom, triforama i neoromaničkim portalom.  
Sinagoga je zapaljena u travnju 1941. godine, a na njenom mjestu kasnije je podignuta stambena zgrada.

### Požega
Požeška sinagoga, izgrađena 1885. godine, nije nastala kao samostalni objekt, nego je ugrađena u ulični niz kuća. 
Sinagoga s dva tornja na pročelju povučena je od ulice i ograđena prednjim vrtom. Unatoč skromnoj vanjštini i manjim dimenzijama unutrašnjost je krasio bogati historicistički inventar s polikromiranim aron hakodešom. Kao i brojne druge hrvatske sinagoge, požeška je srušena 1941. godine. 

### Našice
Krajem stoljeća, od 1893. do 1898. godine podiže se sinagoga u Našicama. Nalazila se u gradskom centru nedaleko od glavnog trga. Pripada grupi sinagoga s dva tornja
na pročelju. Posjeduje stilske karakteristike kasnog Rundbogenstila. Glavno pročelje izvedeno je u plitko kaneliranoj rustici
s horizontalnim naglašavanjem razdjelnih vijenaca i upotrebom polikromije. 
Portal i zabat izvedeni su u neoromaničkom stilu. Zabat je završavao uokvirenim luhotom ispod kojeg se nalazio medaljonom s Davidovom zvijezdom. Sinagoga je srušena u proljeće 1942. godine. 

### Osijek
Najreprezentativniji primjer sinagogalne gradnje u Slavoniji predstavlja sinagoga podignuta u Osijeku. Velika osječka sinagoga, poznata i pod nazivom Gornjogradska sinagoga,
izgrađena je 1869. godine. Sagrađena je prema projektu arhitekta Theodora Sterna, dok je gradnju nadzirao Alois Flammbach. Prema sačuvanom Strenovu projektu uz sinagogu je planirana i gradnja židovske škole, no ona je ostala nerealizirana. Osječka sinagoga sagrađena je kao zasebna građevina s velikim vrtom. Pripada Westwerk tipu sinagoga kojeg karakterizira postojanje dvaju tornjeva na zapadu. Sinagoga nije povučena u dubinu parcele, nego su tornjevi izbačeni u gradski pločnik „za “.
Predstavljala je najvišu građevinu u gradu jer je u elevaciji nadvisila sve objekte u onovremenom Osijeku.
Izvedeno trodijelno pročelje i masivni tornjevi bliski su arhitektonskim oblicima korištenim u gradnji katoličkih crkva. Ipak, sinagoga djeluje poput crkve samo na prvi pogled. Premda glavna fasada posjeduje gotove sve crkvene atribute, poput dva tornja, zabata i rozete, sinagogalne specifičnosti uočavaju se u oktogonalnom tamburu tornjeva i lukovičastim završetcima. Sinagoga je oblikovana u kombinaciji Rundbogen stila s elementima neoromanike i neomaurskih formi. Na pročelju se apliciraju polikromirani detalji izvedeni od terakote. 
Longitudinalni interijer podijeljen je u dvije etaže. U gornjoj su etaži po dužini prostora postavljene galerije za žene. Interijer je ukrašen geometrijskim oslikom. Aron hakodeš ciborijskoga tipa smješten je u apsidi. Gornjogradska sinagoga spaljena je u travnju 1941. godine, a potpuno je srušena devet godina kasnije. Na njenom mjestu sagrađena je stambena zgrada.
U Osijeku je na području Donjeg grada 1903. godine sagrađena još jedna sinagoga. Izvedena je prema projektu osječkoga arhitekta W. C. Hofbauera. U odnosu na Gornjogradsku,
ovdje je riječ o skromnijoj gradnji manjih dimenzija i kvalitete izvedbe. Pročelje je trodijelno s tim da je središnji dio pročelja (rizalit) istaknut u prostoru i flanikaran tornjevima s lukovicama u kojima su smještena stubišta koja vode do ženskih galerija. U oblikovanju pročelja korišteni su neoromanički detalji, Aron hakodeš smješten je u dubokoj
bačvasto svođenoj apsidi. Donjogradska sinagoga jedina je u potpunosti sačuvana sinagoga na našem području. Ipak, građevina je izgubila svoju prvotnu funkciju i danas se nalazi u vlasništvu Evanđeosko Pentekostne crkve.

### Slavonski Brod
Tipu Westwerk sinagoge s parom tornjeva pripada i nekadašnja sinagoga u Slavonskom Brodu. Sagrađena je pred sam kraj stoljeća, 1898. godine prema projektu arhitektonskog studija Hönigsberga i Deutscha iz Zagreba koji su također izveli i građevinske radove. Realizirana je kao samostojeća građevina na velikoj parceli, okružena vrtom i ograđena reprezentativnom ogradom.
Sinagoga u Slavonskom Bordu spada u malobrojne sinagoge koje ne posjeduju elemente maurskog stila i orijentalizirajuće detalje.
Izvedena je od fugirane opeke u elementima neoromaničke arhitekture. Ono što posebice karakterizira ovu sinagogu jest njezin asimilacijski koncept, tj. težnja prilagođavanju crkvenoj arhitekturi. Nežidovski karakter naglašava upisani transept i poligonalna apsida. Ulazi za žene nisu bili smješteni u podnožju tornjeva već se do galerija dolazilo ulazima smještenima u bočnom brodu. Na sredini velike rozete nalazila se šestokraka zvijezda koja je dominirala pročeljem, dok se na vrhu zabata našao luhot. Pretpostavlja se da je sinagoga stradala u savezničkom bombardiranju početkom 1945. godine.

### Križevci
Spomenuti arhitektonski dvojac Hönigsberg i Deutsch tri godine ranije (1895. godine) stvara projekt za sinagogu u Križevcima. Smještena je u samome središtu na glavnome gradskome trgu, povučena od linije ulice. Oblikovana je u neorenesansnom stilu. Pripada tripartitnom tipu sinagoga s istaknutim središnjim dijelom. Središnje polje pročelja lučno je zaključeno i ukrašeno prikazom Mojsijeva zakonika. Pročelje je izvedeno od fugirane opeke, dok je arhitektonska plastika oblikovana u rustičnoj žbuci. Građevina je sačuvana do danas, no njezin izgled je u potpunosti izmijenjen brojnim adaptacijama. 

### Koprivnica
Arhitektu Juliju Deutschu pripisuje se i projekt za sinagogu u Koprivnici. Ipak, takva je atribucija dvojbena jer je 1876. godine, kada nastaje sinagoga, Deutsch bio tek šesnaestogodišnjak.
Koprivnička sinagoga pripada tipu tripartitne sinagoge. Glavno pročelje uz srednji portal ima i zasebne bočne ulaze za žene. Iznad središnje bifore nalazio se kaligrafski natpis iz Tore, dok je vrh atike ukrašavao luhot. Pročelje je vizualno odijeljeno dvostrukim parom stupova koji simboliziraju Boaza i Jahina. U interijeru dominira aron hakodeš koji je oblikovan poput neoromaničkog kupolastog ciborija. 
U unutrašnjosti se nalazi samo jedna galerija za žene koju nose vitki željezni stupovi, dok su na katu postavljeni drveni stupovi većeg presjeka. Prva adaptacija koprivničke sinagoge izvedena je 1937. godine od strane arhitekta Slavka Löwya.
Pritom je uklonjena plastika s pročelja i pročišćen je interijer. Zgrada sinagoge je očuvana do danas, no značajno je devastirana zbog brojnih pregradnji i promjena funkcija. U njoj su tijekom dvadesetog stoljeća bili smješteni zatvor, kasnije tvornica tekstila te skladište.

### Zagreb
Tripartitnom tipu sinagoge pripada i ona koja Franjo Klein projektira i izvodi u Zagrebu 1867. godine. Podignuta je na rubu tadašnjeg grada, neposredno uz sajmište. Ubrzo će ono
prerasti u novo glavno središte, a sinagoga postati prvo reprezentativno zdanje zagrebačkog Donjeg grada.
Uzor za zagrebačku sinagogu ona je koju u bečkoj četvrti Leopoldstadt projektirao Ludwig Förster. Kleinov projekt preuzima tripartitni model Försterove sinagoge.
Ipak, zagrebačka sinagoga sadrži i arapsko-islamske elemente te je za ono vrijeme imala egzotičan izgled u odnosu na dotadašnju arhitektonsku produkciju u Zagrebu. Sinagoga predstavlja najreprezentativnije svjedočanstvo eklektičnog romantizma na zagrebačkom području i paradigmatsko djelo našeg ranog historicizma.
Trobrodna je s galerijama podignutim iznad bočnih brodova. Do njih su vodila stubišta smještena u zapadnim emporama. Središnji, istaknuti dio pročelja, flankiran je dvama tornjićima koji podsjećaju na tornjeve Solomonova hrama. U središnjem djelu pročelje je rastvoreno trodjeljnim otvorima iznad kojih su smješteni trodijelni prozori. Vizualna podjela pročelja na dvije horizontalne i tri vertikalne linije sukladna je unutarnjem rasporedu prostora. Cijenom gradnje najskuplja hrvatska sinagoga također je, zbog urbanističkih razloga, uklonjena početkom 1942. godine.

### Sisak
Zbog sličnosti u dekorativnom oblikovanju i pripadnosti tripartitnom tipu sinagoge, Franji Kleinu pripisana je i sisačka sinagoga.
Ipak, atribucija nije dokazana. Sinagoga je smještena na glavnom gradskom trgu. Prema katastraskim izvodima nastala je između 1862. i 1890. godine.
Oblikovana je u duhu romantičarskog historicizma. Pročelje je ukrašeno neoromaničkim detaljima, a aplicirani su i medaljoni te kaligrafski natpisi iz Tore. Na vrhu zabata nalazio se luhot i Davidova zvijezda. Iako djelomično devastirana tokom Drugog svjetskog rata, sinagoga je adaptirana i pretvorena u glazbenu školu koja djeluje još i danas.

### Čakovec i Varaždin
Na sjeveru Hrvatske podignute su sinagoge u Čakovcu i Varaždinu. Čakovečka sinagoga izgrađena je 1836. godine. Iako je formalno riječ o najstarijoj sinagogi na području današnje Hrvatske, Čakovec se u vrijeme njezinog nastanka nalazio u sklopu Ugarske te se u tom kontekstu valja i promatrati. Sačuvane fotografije svjedoče kako je riječ o jednokatnici s uskim prozorima koji su završavali polukružnim lukovima. Raspodjela prozora sugerira centralni sinagogalni prostor sa zapadnom galerijom za žene.
Sinagoga je bila pregrađena, a kompleks obogaćen drugim zgradama 1876. godine. Sinagoga je porušena u svibnju 1944. godine, a u znak sjećanja na tom mjestu postavljeno je spomen obilježje. 
Varaždinska sinagoga podignuta je na ondašnjoj gradskoj periferiji, udaljena od ulične linije i ograđena bogato kovanom željeznom ogradom. Sinagoga s dva tornja u nekoliko je navrata bila preoblikovana. U eksterijeru nailazimo na elemente neoromanike i neomaurskog stila. Unutrašnjost je svođena češkim kapama na pojasnicama i oslikana geometrijskim ornamentima.
U bočnim brodovima smještene su dvokatne galerije. Sačuvane fotografije svjedoče da je aron hakodeš bio flankiran s dva para korinstkih stupova.
Iako je kraj Drugog svjetskog rata dočekala tek djelomično oštećena, varaždinska sinagoga pregrađena je i prenamijenjena za druge funkcije. 

### Karlovac
Prva sinagoga u Karlovcu nalazila se u privatnoj kući u Florijanskoj ulici br. 220, danas Draškovićeva 8. Židovska zajednica je tu kuću iznajmila od Josipa Smenderovca, jer Židovi do carskog patenta 1859. nisu smjeli posjedovati nekretnine. Nakon što je karlovačka Židovska bogoštovna općina u drugoj polovini 19. st. ekonomski ojačala, te pošto su carskim patentom iz 1859. Židovi dobili mogućnost kupnje nekretnina, židovska je zajednica odlučila izgraditi vlastitu sinagogu. Zemljište je kupljeno 1870. u današnjoj Šebetićevoj ulici od posjednika  Vidalia i Kostića za 2000 forinti. Te je godine predsjednik Židovske bogoštovne općine bio Filip Reiner, a općinski odbornici: Makso Blauhorn, Makso Heinrich, Josip Weiss, Ignjat Hafner i Samuel Fröhlich. Gradnja hrama povjerena je Ljudevitu  Kappneru  i Ernestu  Mühlbaueru. Zidao se prinosima općinara. Veće svote poklonili su u tu svrhu: Njegovo cesarsko i kraljevsko apoštolsko Veličanstvo Franjo Josip I. - 200 forinti, gradsko poglavarstvo karlovačko - 118 for., barun Rotschild  - 100 franaka,  Filip Reiner  - 100 forinti, Bernhard i Jakov Lederer – 200 for., Samuel Weiss iz Zagreba – 100 for., itd. Sinagoga je izgrađena u stilu historicizma, s obilježjima neogotike i neorenesanse. Otvorena je i posvećena 6. rujna 1871. godine.  Događaj je uveličala vojna glazba, uz prisustvo gradskih  vlasti i izaslanstva drugih židovskih bogoštovnih općina. 
„Svjetlo“ 5. kolovoza 1894. piše da je „posvećenje prozora na izraelitičkom hramu obavljeno prošlog petka na svečani način.“ Prozore je darovao bračni par Adela i Dragutin Herman (ravnatelj štedionice), a majstorski izradio portalni staklar Josip Birnbaum, na kojeg ovom prilikom „Svjetlo“ svraća pozornost, „za slučaj drugih tomu sličnih radnja." Ovaj oglas dokazuje da vlasnik zgrade Banija 99 (danas broj 9, nekad kino "Banija"), od 1902. do vremena NDH, nije bio samo običan vlasnik trgovine stakla.
O sinagogi je sačuvano vrlo malo dokumenata. U Državnom arhivu grada Karlovca, u zbirci građevinske dokumentacije, Skupina 1. 10., Vjerske zajednice, postoji samo jedan dokument o karlovačkoj sinagogi. To je građevinska dozvola od 11. veljače 1936. u kojoj Židovska bogoštovna općina prijavljuje popravak i bojanje pročelja sinagoge. Prema svjedočanstvu Slavka Goldsteina karlovačka sinagoga demolirana je 1941. i  1942. Tadašnje ustaške vlasti pretvorile su hram u skladište i uklonile sve sinagogalne i druge židovske simbole i   rekvizite. Predratne fotografije unutrašnjosti nisu sačuvane. Poslije Drugog svjetskog rata nije obnavljana. Nakon rata Savez Jevrejskih opština Jugoslavije raspolagao je sa zgradom, ali je s tadašnjom Vladom Jugoslavije sklopio sporazum po kojem su gradovi postali vlasnici neobnovljenih sinagoga i preuzeli obvezu održavanja židovskog  groblja. Za uzvrat Savez Jevrejske  opštine Jugoslavije dobio je prostor i sredstva za izgradnju domova za stare i nemoćne. Prema tom dogovoru karlovačke gradske vlasti preuzele su obvezu održavanja židovskog groblja, a zgradu devastirane sinagoge srušile su zajedno s uglovnicom trgovca Petra Sljepčevića. Rušenjem sinagoge grad Karlovac je ostao bez jednog vrijednog sakralnog spomenika koji je svjedočio o njegovoj bogatoj duhovnoj povijesti.  

## Sinagoge danas
Velik broj sagrađenih sinagoga zadesila je ista sudbina – spaljene su ili uništene od ustaške vlasti za vrijeme uspostave Nezavisne Države Hrvatske. Manji broj njih koji je preživio ustaška razaranja kasnije je pregrađen i značajno promijenjen tako da je izgubio svoju prvotnu funkciju i izgled. U prvoj polovici dvadesetog stoljeća bit će sagrađeno još devet sinagoga. Njih će također zadesiti ista sudbina te će stradati u namjernim devastacijama i pregradnjama. Ipak, među njima je i mala Riječka sinagoga koja je do danas ostala jedina koja je zadržala svoju izvornu sinagogalnu funkciju. Na njoj su izvršeni konzervatorski radovi i danas je zaštićena kao kulturno dobro.

## Galerija
- Druga vukovarska sinagoga
- Gornjogradska sinagoga u Osijeku
- Sinagoga u Koprivnici ‎
- Sinagoga u Križevcima
- Zagrebačka sinagoga‎
- Sisačka sinagoga‎
- Sinagoga u Slavonskom Brodu
- Sinagoga u Križevcima
- Sinagoga u Koprivnici
- Karlovačka sinagoga